# 站前街道 (茂名市)
站前街道，是中华人民共和国广东省茂名市茂南区下辖的一个乡镇级行政单位。

## 行政区划
站前街道下辖以下地区：
龙岭社区、朝阳社区、新福社区、龙湖社区、站前社区、文光社区、站东社区、苏上学社区、高凉南社区和茂油乙烯一区社区服务站。